# سة غنبد (فاروج)
سة غنبد (بالفارسية: سه‌گنبد) هي مستوطنة تقع في قسم تشاه جهان الريفي في إيران. يقدر عدد سكانها بـ 1,148 نسمة .